# Wilhelm Schrader (Heimatforscher)
Wilhelm Schrader (* 19. November 1893 in Braunschweig; † 26. Juni 1978 in Helmstedt) war ein deutscher Heimatforscher, Publizist und Verleger.

## Leben
Wilhelm Schrader wurde 1893 in Braunschweig geboren, wo er die Schule besuchte. Er war ab 1911 bei der Textilgroßhandlung Pfeiffer & Schmidt, anschließend bei der Buch- und Briefmarkenhandlung Karl Pfankuch in Braunschweig tätig. Nachfolgend war er bis 1928 selbständiger Philatelist. Es schloss sich von 1931 bis 1951 eine Tätigkeit als Verlagsschriftleiter beim Verlag  Appelhans & Co. an. Dort kam er in Kontakt zum Braunschweigischen Landesverein für Heimatschutz und dessen Vereinszeitschrift Braunschweigische Heimat. Er wurde zunächst deren Schriftleiter und nachfolgend gemeinsam mit Werner Flechsig Hauptschriftleiter. Schrader zog 1944 nach Helmstedt.
Schrader publizierte über Themen zur braunschweigischen Landes- und Postgeschichte. Von 1953 bis 1958 veröffentlichte er 30 Aufsätze über Professoren der Universität Helmstedt, in den Jahren 1952 bis 1955 erschien seine Artikelserie Helmstedter Professorenhäuser in 63 Folgen in der Helmstedter Allgemeinen Zeitung. Schrader war seit 1953 Mitarbeiter des Archivs für deutsche Postgeschichte. Er starb im Juni 1978 im Alter von 84 Jahren in Helmstedt.

## Schriften (Auswahl)
- Die alten Stadttore. In: Braunschweigische Heimat 1929, 20 (4), S. 142–145.
- Die Zahlenlotterie und das Lottohaus auf dem Ägidienmarkt. In: Braunschweigische Heimat 1934, 25, S. 60–63.
- Das Wolfenbütteler Glockengießergeschlecht Heiso Meyer und seine Werke. In: Braunschweigische Heimat 1935, 26, S. 84–88.
- Die Kasernen der Alt-Braunschweigischen Regimenter. In: Braunschweigische Heimat 1936, 27, S. 23–27.
- Aus der Geschichte der Waisenhausschule zu Braunschweig. In: Braunschweigische Heimat 1936, 27, S. 85–88.
- Aus den ersten Tagen der Braunschweigischen Eisenbahn. In: Braunschweigische Heimat 1938, 29, S. 22–23.
- Herzog Ferdinand von Braunschweig-Bevern. In: Braunschweigische Heimat 1942, 33, S. 28–32.
- Vor 75 Jahren wurde die Braunschweigische Landespost aufgehoben. In: Braunschweigische Heimat 1943, 34, S. 3–8.
- Die Briefmarken des Herzogtums Braunschweig. In: Braunschweigische Heimat 1952, 38 (2), S. 57–61.
- Das Fürstliche Konsistorium in Helmstedt. In: Braunschweigische Heimat 1952, 38 (1), S. 10–11.
- Der Künstler des Kaisergrabes in der Stiftskirche zu Königslutter. In: Braunschweigische Heimat 1956, 42 (1), S. 39–43.